# Municipio de Lincoln (condado de Warren)
El municipio de Lincoln (en inglés: Lincoln Township) es un municipio ubicado en el condado de Warren en el estado estadounidense de Iowa. En el año 2010 tenía una población de 2343 habitantes y una densidad poblacional de 15,38 personas por km².

## Geografía
El municipio de Lincoln se encuentra ubicado en las coordenadas 41°22′0″N 93°29′2″O / 41.36667, -93.48389. Según la Oficina del Censo de los Estados Unidos, el municipio tiene una superficie total de 152.32 km², de la cual 151,64 km² corresponden a tierra firme y (0,44 %) 0,67 km² es agua.

## Demografía
Según el censo de 2010, había 2343 personas residiendo en el municipio de Lincoln. La densidad de población era de 15,38 hab./km². De los 2343 habitantes, el municipio de Lincoln estaba compuesto por el 98,29 % blancos, el 0,38 % eran afroamericanos, el 0,21 % eran amerindios, el 0,26 % eran asiáticos, el 0,04 % eran de otras razas y el 0,81 % eran de una mezcla de razas. Del total de la población el 1,02 % eran hispanos o latinos de cualquier raza.